# کوین داونز
کوین داونز (انگلیسی: Kevin Downes؛ زادهٔ ۲۱ سپتامبر ۱۹۷۲) بازیگر، کارگردان فیلم، تهیه‌کننده فیلم و نویسنده اهل ایالات متحده آمریکا است.
از فیلم‌ها یا برنامه‌های تلویزیونی که وی در آن نقش داشته‌است، می‌توان به شجاع و من هنوز ایمان دارم اشاره کرد.